# Rūzaevka Aūdany
Rūzaevka Aūdany är ett distrikt i Kazakstan.   Det ligger i oblystet Nordkazakstan, i den norra delen av landet, 400 km nordväst om huvudstaden Astana.